# يانكو بوجوفيتش
يانكو بوجوفيتش (بالألمانية: Janko Božović) مواليد 14 يوليو 1985 في بار، الجبل الأسود، هو لاعب كرة يد نمساوي يلعب كظهير أيمن. يلعب حاليا مع سبورتينغ كلاب ويحمل الرقم 77. مثل منتخب النمسا لكرة اليد.

## سجل المنافسة
شارك في البطولات التالية:
- بطولة العالم لكرة اليد للرجال 2015
- بطولة أوروبا لكرة اليد للرجال 2014

## روابط خارجية
- يانكو بوجوفيتش على موقع الاتحاد الأوروبي لكرة اليد (الإنجليزية)